# Женская волейбольная Евролига 2010
2-й розыгрыш женской волейбольной Евролиги — международного турнира по волейболу среди женских национальных сборных стран-членов ЕКВ — прошёл с 5 июня по 25 июля 2010 года в 15 городах 8 стран с участием 8 команд. Финальный этап был проведён в Анкаре (Турция). Победителем турнира во 2-й раз подряд стала сборная Сербии.

## Команды-участницы
Болгария, Великобритания, Греция, Израиль, Испания, Румыния, Сербия, Турция.

## Система проведения розыгрыша
Соревнования состояли из предварительного и финального этапов. На предварительном этапе 8 команд-участниц были разбиты на две группы. В группах команды играли с разъездами в два круга спаренными матчами. По две лучшие сборные вышли в финальный этап и по системе плей-офф разыграли призовые места.

## Предварительный этап
5 июня — 18 июля

### Группа А
| М | Команда        | 1               | 2               | 3               | 4               | И  | В  | П  | С/П   | О  |
| - | -------------- | --------------- | --------------- | --------------- | --------------- | -- | -- | -- | ----- | -- |
| 1 | Сербия         |                 | 3:2 1:3 3:0 3:1 | 3:0 3:0         | 3:0 3:0         | 12 | 11 | 1  | 34:6  | 23 |
| 2 | Болгария       | 2:3 3:1 0:3 1:3 |                 | 3:0 3:0 3:0 3:1 | 3:0 3:0 3:1 3:0 | 12 | 9  | 3  | 30:12 | 21 |
| 3 | Румыния        | 0:3 0:3         | 0:3 0:3 0:3 1:3 |                 | 3:0 3:0 3:1 3:0 | 12 | 4  | 8  | 13:25 | 16 |
| 4 | Великобритания | 0:3 0:3         | 0:3 0:3 1:3 0:3 | 0:3 0:3 1:3 0:3 |                 | 12 | 0  | 12 | 2:36  | 12 |

5—6 июня.  Шеффилд.
Великобритания — Румыния 0:3 (19:25, 15:25, 15:25); 0:3 (22:25, 20:25, 20:25).
11—12 июня.  Кладово.
Сербия — Великобритания 3:0 (25:16, 25:18, 25:19); 3:0 (25:21, 25:16, 25:14).
11—12 июня.  Констанца.
Румыния — Болгария 0:3 (15:25, 23:25, 18:25); 0:3 (22:25, 26:28, 22:25).
19—20 июня.  Смедерево.
Сербия — Румыния 3:0 (25:18, 25:21, 25:19); 3:0 (25:19, 25:20, 25:23).
19—20 июня.  Кроули.
Великобритания — Болгария 0:3 (14:25, 14:25, 14:25); 0:3 (13:25, 23:25, 14:25).
25—26 июня.  Суботица.
Сербия — Болгария 3:2 (25:13, 25:23, 22:25, 20:25, 15:12); 1:3 (26:24, 19:25, 20:25, 18:25).
25—26 июня.  Констанца.
Румыния — Великобритания 3:1 (25:18, 25:16, 23:25, 25:22); 3:0 (25:22, 25:11, 25:14).
1—2 июля.  Габрово.
Болгария — Румыния 3:0 (25:21, 25:19, 25:17); 3:1 (25:20, 25:22, 26:28, 26:24).
3—4 июля.  Шеффилд.
Великобритания — Сербия 0:3 (15:25, 11:25, 20:25); 0:3 (19:25, 20:25, 23:25).
9—10 июля.  Констанца.
Румыния — Сербия 0:3 (22:25, 18:25, 12:25); 0:3 (18:25, 19:25, 20:25).
10—11 июля.  Габрово.
Болгария — Великобритания 3:1 (25:22, 24:26, 25:16, 25:21); 3:0 (25:18, 25:18, 25:18).
17—18 июля.  Габрово.
Болгария — Сербия 0:3 (16:25, 20:25, 14:25); 1:3 (20:25, 15:25, 31:29, 21:25).

### Группа В
| М | Команда | 1               | 2               | 3               | 4               | И  | В | П  | С/П   | О  |
| - | ------- | --------------- | --------------- | --------------- | --------------- | -- | - | -- | ----- | -- |
| 1 | Турция  |                 | 3:0 3:0 0:3 0:3 | 3:2 3:2 3:0 3:0 | 2:3 3:0 3:1 3:0 | 12 | 9 | 3  | 29:14 | 21 |
| 2 | Израиль | 0:3 0:3 3:0 3:0 |                 | 2:3 1:3 3:1 3:0 | 3:1 3:0 3:2 3:0 | 12 | 8 | 4  | 27:16 | 20 |
| 3 | Испания | 2:3 2:3 0:3 0:3 | 3:2 3:1 1:3 0:3 |                 | 3:0 3:2 3:0 3:0 | 12 | 6 | 6  | 23:23 | 18 |
| 4 | Греция  | 3:2 0:3 1:3 0:3 | 1:3 0:3 2:3 0:3 | 0:3 2:3 0:3 0:3 |                 | 12 | 1 | 11 | 9:35  | 13 |

11—12 июня.  Раанана.
Израиль — Греция 3:1 (25:20, 19:25, 25:16, 25:19); 3:0 (25:21, 25:23, 25:21).
11—12 июня.  Саламанка.
Испания — Турция 2:3 (14:25, 25:21, 16:25, 25:19, 11:15); 2:3 (25:17, 21:25, 12:25, 25:18, 8:15).
18—19 июня.  Патры.
Греция — Турция 3:2 (25:19, 19:25, 25:21, 25:27, 15:12); 0:3 (18:25, 20:25, 10:25).
18—19 июня.  Айямонте.
Испания — Израиль 3:2 (25:12, 26:24, 19:25, 19:25, 21:19); 3:1 (24:26, 25:19, 28:26, 25:18).
26—27 июня.  Мадрид.
Испания — Греция 3:0 (25:13, 25:18, 25:23); 3:2 (25:14, 19:25, 18:25, 31:29, 15:11).
26—27 июня.  Анкара.
Турция — Израиль 3:0, 3:0 (технические результаты). Матчи отменены.
2—3 июля.  Раанана.
Израиль — Турция 3:0, 3:0 (технические результаты). Матчи отменены.
3—4 июля.  Глифада.
Греция — Испания 0:3 (21:25, 22:25, 24:26); 0:3 (24:26, 24:26, 14:25).
9—10 июля.  Раанана.
Израиль — Испания 3:1 (25:22, 20:25, 25:22, 25:17); 3:0 (25:19, 25:21, 27:25).
10—11 июля.  Анкара.
Турция — Греция 3:1 (21:25, 25:12, 25:17, 25:17); 3:0 (25:17, 25:23, 25:20).
16—17 июля.  Драма.
Греция — Израиль 2:3 (25:22, 25:15, 24:26, 22:25, 12:15); 0:3 (21:25, 21:25, 19:25).
17—18 июля.  Габрово.
Турция — Испания 3:0 (25:21, 25:18, 28:26); 3:0 (25:19, 25:15, 25:20).

## Финальный этап
Анкара

### Полуфинал
24 июля
Сербия — Израиль 3:0 (25:20, 25:12, 25:21)
Болгария — Турция 3:2 (25:19, 25:17, 11:25, 23:25, 15:13)

### Матч за 3-е место
25 июля
Турция — Израиль 3:0 (25:19, 25:23, 25:15).

### Финал
25 июля
Сербия — Болгария 3:1 (25:20, 25:20, 16:25, 25:22).

## Итоги

### Положение команд
| Сербия              |
| Болгария            |
| Турция              |
| 4. Израиль          |
| 5—6. Испания        |
| 5—6. Румыния        |
| 7—8. Греция         |
| 7—8. Великобритания |

Сборная Сербии получила путёвку на Мировой Гран-при 2011 года.

### Призёры
Сербия: Ана Белица, Йована Бракочевич, Сузана Чебич, Наташа Крсманович, Ясна Майстрович, Брижитка Молнар, Елена Николич, Майя Огненович, Милена Рашич, Стефана Велькович, Йована Весович, Бояна Живкович. Главный тренер — Зоран Терзич.
  Болгария: Мария Филипова, Страшимира Филипова, Мария Каракашева, Диана Ненова, Эмилия Николова, Цветелина Николова, Добриана Рабаджиева, Христина Русева, Элица Василева, Ева Янева, Цветелина Заркова, Антонина Зетова. Главный тренер — Драган Нешич.
  Турция: Наз Айдемир, Мерьем Боз, Пелин Челик, Неслихан Дарнель, Эда Эрдем, Эсра Гюмюш, Гизем Гюрешен, Нериман Озсой, Ипек Сороглу, Седа Токатиоглу, Бахар Токсой, Нихан Йелдан-Гюнейлигил. Главный тренер — Алессандро Кьяппини.

### Индивидуальные призы
MVP:  Елена Николич
Лучшая нападающая:  Йована Бракочевич
Лучшая блокирующая:  Эда Эрдем
Лучшая на подаче:  Страшимира Филипова
Лучшая на приёме:  Елена Николич
Лучшая связующая:  Майя Огненович
Лучшая либеро:  Мария Филипова
Самая результативная:  Неслихан Дарнель